# Hungry.dk
foodora.dk (tidligere Hungry.dk) er en Nordisk online takeaway-portal. Virksomheden er en del af den globale virksomhed Delivery Hero med base i Berlin. foodora er tilgængelig i hele Danmark, hvoraf udvalgte byer har levering gennem foodora egne bude. Hungry.dk blev stiftet den 29. november 2012 og lanceret i marts 2013. Virksomheden blev stiftet af Morten Larsen, som også er tidligere direktør i Just-Eat. I dag er den administrerende direktør Rune Risom.
Hungry.dk håndterer dagligt bestillinger fra omkring 1.800 restauranter i Danmark. Siden giver de besøgende mulighed for at bestille takeaway som bl.a. sushi og pizza online eller gennem en mobilapp til smartphone.
Hungry.dk er også kendt for deres velgørenhedsprojekt Give Away, hvor de samarbejder med 'Projekt Udenfor', Kirkens Korshær og Hus Forbi, om at donere mad til hjemløse i Danmark. Derudover gjorde takeawayportalen det i 2014 muligt at betale med bitcoin ved madbestillinger. I december 2017 meddelte virksomheden dog, at man havde måttet afskaffe denne betalingsmulighed igen.
Virksomheden er en del af Hungry Group, som er etableret i 2015 med det formål at udbrede Hungry.dk-konceptet til flere markeder. Hungry Group er i dag tilstede i Danmark. DeliveryHero som er verdens største udbringningsservice ejer 44% af Hungry hvilket de har opnået via flere investeringer i selskabet. Den sidste investering blev foretaget i sep 2020 på 52 millioner kroner.